# Sokolec (Góry Złote)

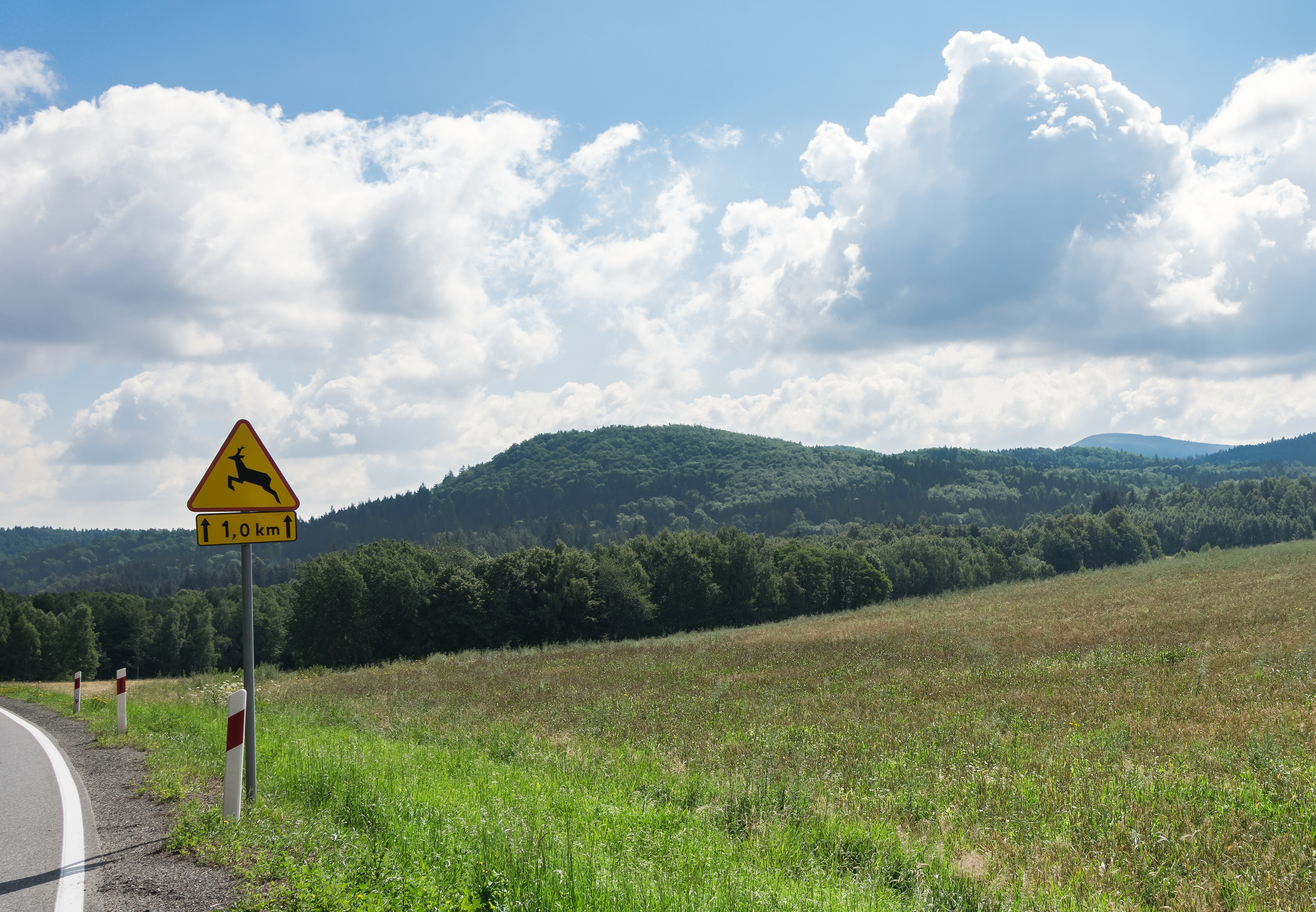
Sokolec od zachodu

Sokolec  558 m n.p.m. – wzniesienie w południowo-zachodniej Polsce, w Sudetach Wschodnich, paśmie Gór Złotych.

## Położenie i opis
Wzniesienie znajduje się w północno–zachodniej części Gór Złotych, na obszarze Śnieżnickiego Parku Krajobrazowego około 1,4 km na wschód od Przełęczy Kłodzkiej.
Kopulaste wzniesienie o zróżnicowanej rzeźbie i ukształtowaniu oraz dość stromych zboczach z wyrazistą prawie płaską powierzchnia szczytową. Wzniesienie od: południa, zachodu i północnego zachodu wyraźnie wydziela wykształcona dolina Ożarskiego Potoku. Od bliźniaczego wzniesienia "Mały Sokolec" wyższego o 1 m, położonego ok. 500 m. po południowo-wschodniej stronie oddzielone jest niewielkim obniżeniem. Cały masyw wzniesienia zbudowany jest z granitoidów masywu kłodzko-złotostockiego – sjenitów, łupków krystalicznych, łyszczykowych, piaskowców z licznymi domieszkami gnejsu, ortognejsu, granitu i porfiru. Zbocza wzniesienia  pokrywa niewielka warstwa młodszych osadów z okresu zlodowaceń plejstoceńskich. Cała powierzchnia wzniesienia porośnięta jest lasem świerkowym regla dolnego z niewielką domieszką drzew liściastych. Zbocza wzniesienia przecinają leśne drogi i ścieżki. U zachodniego podnóża wzniesienia, położona jest Przełęcz Kłodzka. Położenie wzniesienia, kształt oraz wyraźny szczyt czynią wzniesienie rozpoznawalnym w terenie.

## Ciekawostki
- Wzniesienie jest najbardziej wysuniętym na zachód wzniesieniem Gór Złotych.
- Przez obniżenie między Podzamecką Kopą a Sokolcem w okresie zlodowacenia środkowopolskiego do wnętrza Kotliny Kłodzkiej od strony północno-zachodniej wtargnął lądolód. Jego ślady są dobrze widoczne, w postaci rozległej terasy kemowej[3].

## Szlaki turystyczne
Po zachodniej stronie w niewielkiej odległości od wzniesienia przebiega szlak turystyczny: 
- niebieski, z Barda przez Przełęcz Kłodzką do Lądka.